# Réserve naturelle nationale du cirque du grand lac des Estaris
La réserve naturelle nationale du cirque du grand lac des Estaris (RNN15) est une réserve naturelle nationale située en Provence-Alpes-Côte d'Azur. Classée en 1974, elle occupe une surface de 145 hectares et protège le cirque entourant le lac des Estaris.

## Localisation

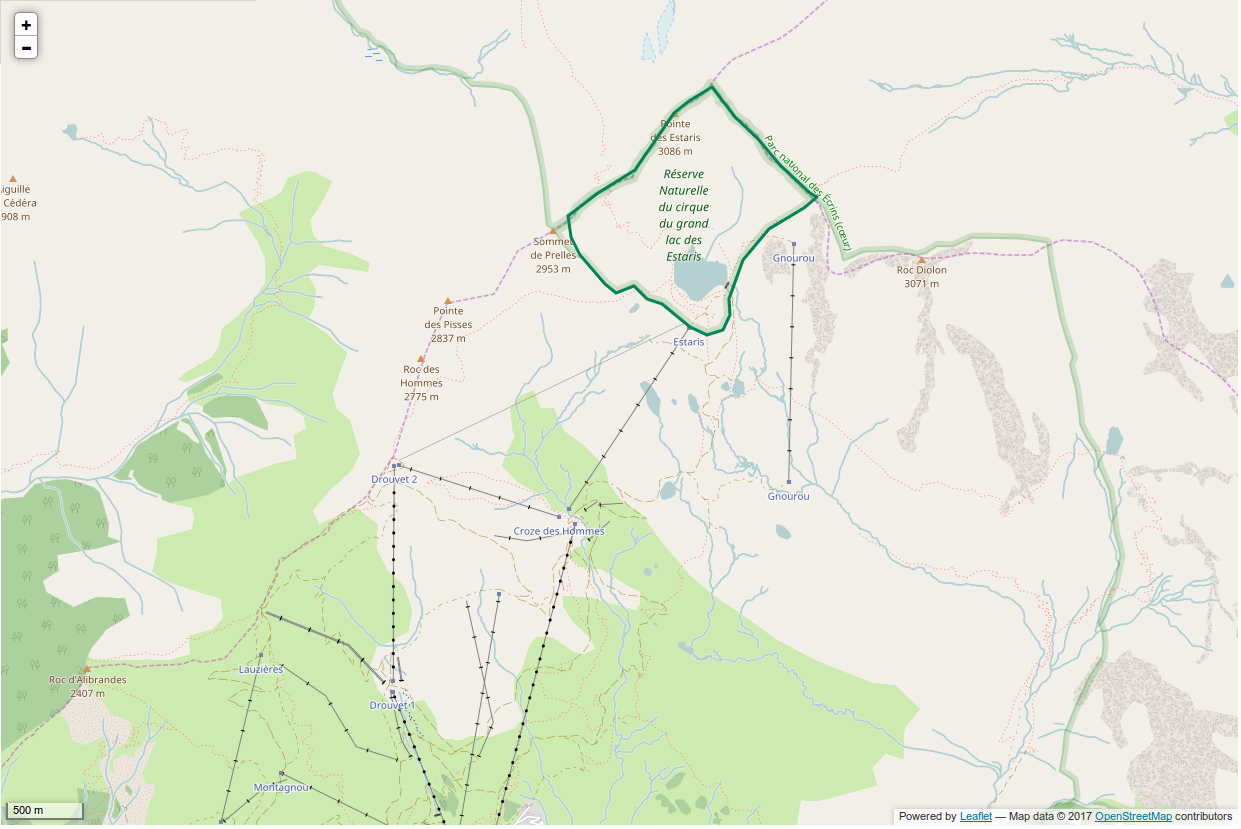
Périmètre de la réserve naturelle.

Le territoire de la réserve naturelle est dans le département des Hautes-Alpes, sur la commune d'Orcières. Il est à proximité immédiate de la limite du Parc national des Écrins.

## Écologie (biodiversité, intérêt écopaysager…)

### Flore
La flore des rives du lac est une herbe rase et vert clair. On y trouve le Génépi en petite quantité car, malgré la réglementation qui interdit d'en ramasser dans la zone protégée des Estaris, les touristes le ramassent tout de même[réf. nécessaire]).
La flore du lac est formée d'algues d'eau douce, principalement de couleur vert foncé et marron, qui ne sont pas présentes dans les zones les plus profondes.

### Faune
Le lac des Estaris est un des plus hauts lacs d'altitude du Champsaur, sa faune est donc particulière et adaptée au climat rude hivernal. Les poissons qui y vivent sont : l'Omble chevalier, la Truite fario et le Vairon. Les ombles chevaliers vivent très bien dans le torrent vertigineux du Torrent du col du lac, qui passe derrière le lac des jumeaux et qui descend jusqu'au hameau de Prapic.

## Administration, plan de gestion, règlement
La réserve naturelle est gérée par le Parc national des Écrins.

### Outils et statut juridique
La réserve naturelle a été créée par un décret du 15 mai 1974.